# Brieva
Brieva är en kommun i Spanien.   Den ligger i provinsen Provincia de Segovia och regionen Kastilien och Leon, i den centrala delen av landet, 70 km norr om huvudstaden Madrid. Arean är 13,0 kvadratkilometer.
Terrängen i Brieva är platt.